# Psathyropus hsuehshanensis
Psathyropus hsuehshanensis is een hooiwagen uit de familie Sclerosomatidae.